# Kościół Najświętszego Serca Pana Jezusa w Jankowej
Kościół Najświętszego Serca Pana Jezusa w Jankowej – rzymskokatolicki kościół parafialny znajdujący się w miejscowości Jankowa w powiecie gorlickim województwa małopolskiego.

## Historia kościoła
Kościół został zbudowany w latach 1989–1996 według projektu Janusza Dziduszko. 10 czerwca 1987 w Tarnowie papież Jan Paweł II poświęcił kamień węgielny pod budowę kościoła. 28 czerwca 1992 biskup Józef Gucwa wmurował kamień węgielny, a 14 czerwca 1996 roku poświęcił nowo wybudowany kościół. 2 października 2005 biskup tarnowski Wiktor Skworc dokonał konsekracji kościoła.
Witraże w kościele zaprojektował Bolesław Szpecht, a wykonane zostały przez Andrzeja Kwarcińskiego. Ołtarz główny powstał według projektu ks. Władysława Szczebaka, natomiast nastawa ołtarzowa pochodzi z kościoła parafialnego w Grobli (z początku XX wieku). Ołtarze boczne zostały również zaprojektowane przez ks. Szczebaka, a wykonał je Antoni Gniadek. Obrazy ułożone w tryptyki są autorstwa Romana Fleszara.